# Língua panare
Panare é uma língua [[línguas caribes|caribana], falada por cerca dee 3 a 4 mil pessoas em Bolívar (estado), no sul da Venezuela. Sua área principal fica ao sul da cidade de Caicara del Orinoco, ao sul do rio Orinoco. Existem vários subdialetos do idioma. O nome próprio para esse idioma e povo é  eñapa , que possui vários sentidos, dependendo do contexto, incluindo 'povo', 'povo indígena' e 'povo Panare'. O termo "Panare" em si é uma palavra tupí que significa "amigo." É uma língua incomum ter a ordem de palavras principal Objeto-Verbo-Agente, sendo o outro o mais comum Verbo-Agente-Objeto. Também exibe a propriedade de tipologia bem "incomum" de um alinhamento ergativo-absoluto no presente e um alinhamento nominativo-acusativo no passado.

## Classificação
Panare é um membro da família das línguas Caribes, embora seu subgrupo dentro da família seja motivo de discórdia. As primeiras décadas de tentativas de classificação foram amplamente rejeitadas pelos linguistas; uma classificação uniforme de todos os membros propostos da família Caribana foi introduzida por Terrence Kaufman (1994).). Esse agrupamento, ainda amplamente utilizado por linguistas, classifica Panare como um membro do ramo da Amazônia Meridional, sem idiomas primos. No entanto, Spike Gildea criticou esse agrupamento por confiar em dados defeituosos usados em classificações anteriores de Durbin e Loukotka que foram rejeitadas desde então. Em 2012, Gildea apresentou sua própria classificação, que agrupa Panare como membro da filial caribenha venezuelana e, por sua vez, parte da filial de baixo nível da língua Pemong-Panare. Essa classificação foi considerada uma melhoria por linguistas como Lyle Campbell e Doris & Thomas Payne, mas ainda não substituiu o grupo Kaufman, em grande parte devido ser relativamente recente.

## Distribuição
Os falantes de Panare (chamado E'ñepa (lit. "povo") em seu próprio idioma) vivem em  Bolívar, Venezuela, a oeste do rio Cuchivero da bacia do Cuchivero, rio Orinoco. té o século XXI, os Panare mantinham poucos contatos com povos não indígenas (os poucos eram exploradores e antropólogos). No entanto, o aumento das interações com os venezuelanos levou a um amplo bilinguismo com o espanhol.

## Fonologia

### Consoantes
Panare tem aproximadamente 14 fonemas consoantes contrastantes, com variação dependendo do dialeto e das origens de outros idiomas lexicais. 
|           | Labial | Alveolar | Alveo-palatal | Velar | Glotal |
| --------- | ------ | -------- | ------------- | ----- | ------ |
| Plosiva   | p      | t        |               | k     | ʔ      |
| Nasal     | m      | n        | ɲ             | (ŋ)   |        |
| Fricativa |        | s        |               |       | h      |
| Africada  |        |          | t͡ɕ            |       |        |
| Semivogal | w      |          | j             |       |        |
| Vibrante  |        | ɾ        |               |       |        |

/n/ = [ŋ]/_#, _Consoante [-alveolar]/[n] em outro local; /ɲ/ possui status fonêmico em palavras emprestadas do espanhol e é um alofone em palavras nativas; Payne e Payne (2013) consideram / ʔ / e / h / como alofones diferentes de uma “aproximação faríngeal subjacente”, que é pronunciada diferentemente dependendo do ambiente fonético. Há também registros desses dois fonemas ocorrendo em variação livre, o que pode ser atribuído a dialetos outrora distintos que foram fundidos em comunidades de falantes com contrastes idioléticos.

### Vogais
Panare contém 7 fonemas vogais contrastantes.
|         | Anterior | Central | Posterior |
| ------- | -------- | ------- | --------- |
| Fechada | i        | ɨ       | u         |
| Medial  | e        | ə       | o         |
| Aberta  |          | a       |           |

## Morfologia
O Panare é melhor classificado como uma linguagem muito aglutinante que beira a ser polissintética. Muitos de seus morfemas podem ser claramente identificados por raízes linguísticas que permanecem isoladas através de processos flexionais, e inflexões por múltiplos afixos geralmente são leves. As palavras podem se tornar longas e complicadas, mas geralmente podem estar enraizadas em uma ideia firme, em vez de algo semelhante a uma frase baseada em processo.
No entanto, elementos da polissíntese aparecem em como as raízes são inicialmente flexionadas. Essencialmente, a maioria das raízes (que não são complementos) são de alguma forma e requerem pelo menos um morfema flexional até que possam ser usadas como unidades em uma frase. Por exemplo:
- '- uwaatï' se correlaciona aproximadamente com 'queimar', mas é um morfema vinculado
- 'yuwaatï' significa 'vai queimar'. 'Yuwaatïjtepe' significa 'ele quer queimar'. Ambas são palavras completas.[9]

## Sintaxe
A estrutura das sentenças de Panare não segue uma estrita ordem das palavras, mas tem uma estrutura flexível. Na maioria dos estudos, é classificado como uma linguagem Objeto-Verbo-Sujeito. Entretanto, sabe-se que sujeito-objeto-verbo e sujeito-verbo-objeto aparecem com freqüência também. Esse tipo de "tendência inicial do objeto" é bastante comum na Amazônia, onde a estrutura das sentenças geralmente é organizada de maneira mais consistente através do tipo de construção de cláusulas do que pela ordem das palavras. Como resultado, o Panare e seus idiomas vizinhos costumam usar marcações de caso gramatical uma maneira de ordenar como os constituintes]] de uma frase se afetam..